# Utah Olympic Oval

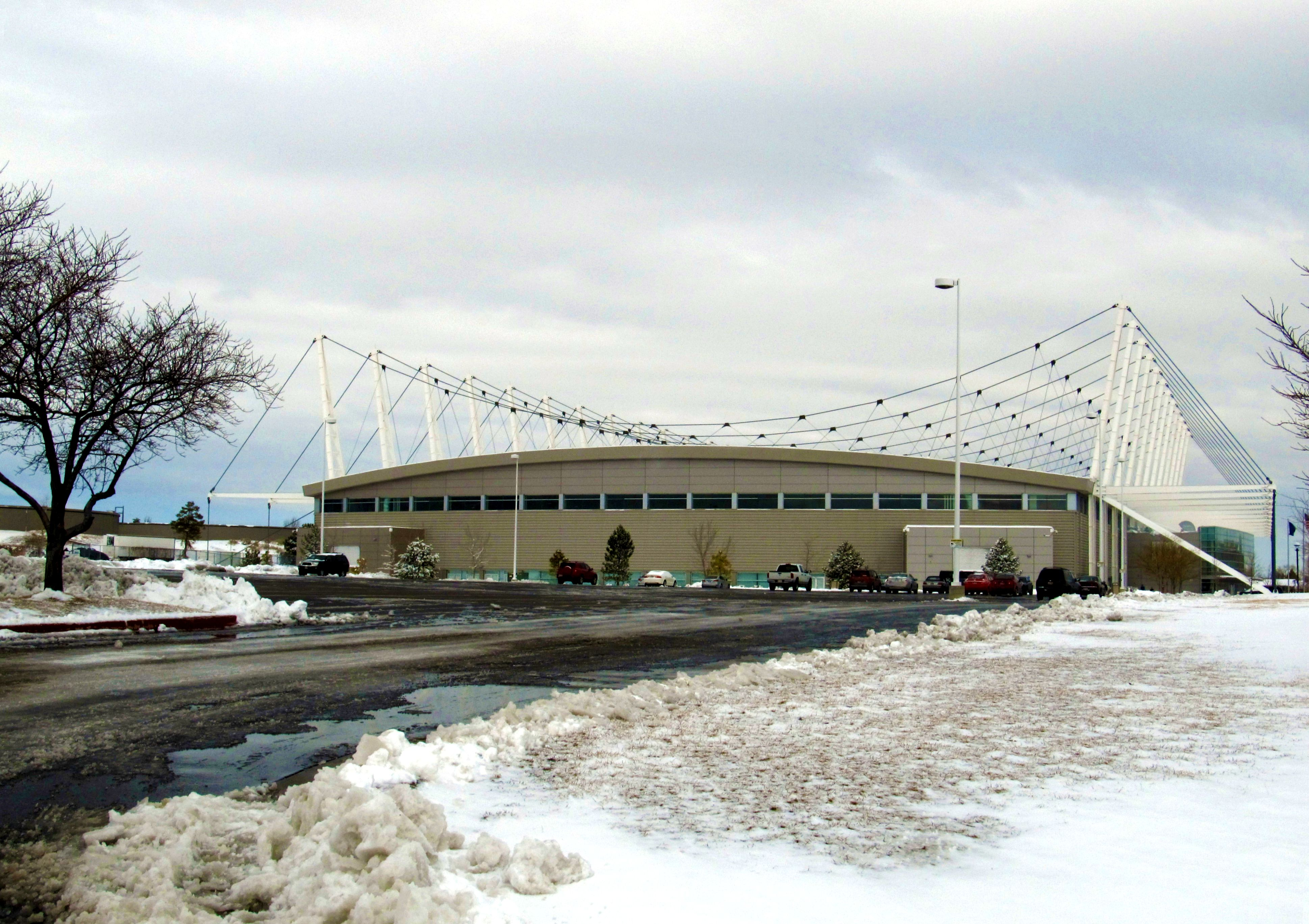

Utah Olympic Oval är en inomhusarena i Utah, USA, belägen sydväst om Salt Lake City. Vid olympiska vinterspelen 2002 hölls tävlingarna i hastighetsåkning på skridskor här. Skridskobanan omger en normalstor hockeyrink. På grund av att den ligger 1423 meter över havet och det låga lufttrycket har 10 olympiska och 8 världsrekord slagits i arenan. Efter OS så har den fått titeln "fastest ice on earth". Den titeln tillhör nu  Olympic Oval i Calgary, Alberta som 2009 hade 13 världsrekord.
Bygget av arenan kostade 30 miljoner US-dollar.
Arenan har även en arena för Utah Indoor Football League.